# 豊田村 (愛知県幡豆郡)
豊田村（とよだむら）は、かつて愛知県幡豆郡にあった村である。
現在の西尾市の一部（斉藤町・熱池町・上道目記町・下道目記町・八ケ尻町・行用町・針曽根町・長縄町など）に該当する。

## 歴史
- 1889年（明治22年）10月1日 - 斎藤村、熱池村、上道目記村、下道目記村、八ヶ尻村、行用村、針曽根村、長縄村が合併し、豊田村が発足。
- 1906年（明治39年）5月1日 - 六郷村、井崎村、及び大宝村の一部[1]と合併し、福地村が発足。同日豊田村は廃止。